# Mistrovství světa v ledním hokeji do 18 let 2010
Mistrovství světa v ledním hokeji do 18 let 2010 se konalo od 13. do 23. dubna v běloruských městech Minsk a Bobrujsk.

## Hrací formát turnaje
Ve dvou základních skupinách hraje vždy pět týmů každý s každým. Vítězství se počítá za tři body, v případě nerozhodného výsledku si oba týmy připisují bod a bude následuje 5 min. prodloužení a samostatné nájezdy. Tato kritéria rozhodují o držiteli bonusového bodu.
Vítězové základních skupin postupupují přímo do semifinále, druhý a třetí tým ze skupiny hrají čtvrtfinálový zápas. Čtvrté a páté týmy z obou skupin se utkají ve skupině o udržení, ve které se započítávají vzájemné zápasy ze základních skupin a dva nejhorší týmy sestupují. V zápase o páté a třetí místo se střetnou poražení z play-off.
V play-off se v případě nerozhodného výsledku prodlužuje deset minut a následují trestná střílení.

## Základní skupiny

### Skupina A
|    | Tým       | Z | V | VP | PP | P | VG | IG | B  |
| -- | --------- | - | - | -- | -- | - | -- | -- | -- |
| 1. | Švédsko   | 4 | 4 | 0  | 0  | 0 | 26 | 8  | 12 |
| 2. | USA       | 4 | 3 | 0  | 0  | 1 | 19 | 6  | 9  |
| 3. | Švýcarsko | 4 | 2 | 0  | 0  | 2 | 9  | 18 | 6  |
| 4. | Kanada    | 4 | 1 | 0  | 0  | 3 | 16 | 16 | 3  |
| 5. | Bělorusko | 4 | 0 | 0  | 0  | 4 | 6  | 28 | 0  |

Zápasy
| 13. dubna 2010 | Kanada | 1 – 3                     | Švýcarsko | Bobrujsk Aréna |
| 14:00 SEČ      | Kanada | ( 0 – 2 , 1 – 0 , 0 – 1 ) | Švýcarsko |                |

| Souhrn zápasu Report | Souhrn zápasu Report  | Souhrn zápasu Report    | Souhrn zápasu Report                                                                       | Souhrn zápasu Report                               |
| -------------------- | --------------------- | ----------------------- | ------------------------------------------------------------------------------------------ | -------------------------------------------------- |
|                      | 29:41 – Howden (Weal) | 0 - 1 0 - 2 1 - 2 1 - 3 | 9:38 – Hofmann (Trutmann) 17:33 – Guerra (Trutmann) (PP) 59:55 – Vermin (Kukan, Haas) (EN) | Diváků: 2100 Rozhodčí: Antti Boman Viktor Gashilov |

| 13. dubna 2010 | Švédsko | 4 – 2                     | USA | Bobrujsk Aréna |
| 18:00 SEČ      | Švédsko | ( 0 – 1 , 1 – 1 , 3 – 0 ) | USA |                |

| Souhrn zápasu Report | Souhrn zápasu Report | Souhrn zápasu Report                | Souhrn zápasu Report                                   | Souhrn zápasu Report                              |
| -------------------- | --- | ----------------------------------- | ------------------------------------------------------ | ------------------------------------------------- |
|                      | 33:32 – J. Larsson (Berglind) (PP) 46:29 – Snall (Friberg) 49:14 – J. Larsson (Granberg) 59:41 – Rask (J. Larsson, Rensfeldtj) (EN) | 0 - 1 0 - 2 1 - 2 2 - 2 3 - 2 4 - 2 | 3:36 – Balisy (Nieto, Faulk) (PP) 22:24 – Saad (Johns) | Diváků: 4100 Rozhodčí: Martin Frano Sami Partanen |

| 14. dubna 2010 | Švýcarsko | 1 – 5                     | USA | Bobrujsk Aréna |
| 14:30 SEČ      | Švýcarsko | ( 1 – 1 , 0 – 2 , 0 – 2 ) | USA |                |

| Souhrn zápasu Report | Souhrn zápasu Report     | Souhrn zápasu Report                | Souhrn zápasu Report | Souhrn zápasu Report                             |
| -------------------- | ------------------------ | ----------------------------------- | --- | ------------------------------------------------ |
|                      | 11:58 – Hofmann (Sutter) | 1 - 0 1 - 1 1 - 2 1 - 3 1 - 4 1 - 5 | 12:25 – Czarnik (Grimaldi, Moffatt) 24:01 – Czarnik (Clendening, Campbell) 39:46 – Arnold (Faulk, Rust) 48:41 – Clendening (Grimaldi) 52:03 – Zucker (Shore, Clendening) | Diváků: 2700 Rozhodčí: Jozef Kubus Eduards Odins |

| 14. dubna 2010 | Švédsko | 7 – 0                     | Bělorusko | Bobrujsk Aréna |
| 18:00 SEČ      | Švédsko | ( 0 – 0 , 5 – 0 , 2 – 0 ) | Bělorusko |                |

| Souhrn zápasu Report | Souhrn zápasu Report | Souhrn zápasu Report                      | Souhrn zápasu Report | Souhrn zápasu Report                               |
| -------------------- | --- | ----------------------------------------- | -------------------- | -------------------------------------------------- |
|                      | 20:56 – Rensfeldt (Friberg, J. Larsson) (PP) 23:59 – Rensfeldt (Mannberg, J. Larsson) 31:08 – A. Larsson (Rensfeldt, Berglind) (PP) 33:49 – Friberg (Berglind, Rensfeldt) (PP) 35:29 – J. Larsson 40:52 – J. Larsson (Berglind, A. Larsson) (PP) 44:36 – Thorell (Ottosson, Pettersson) | 1 - 0 2 - 0 3 - 0 4 - 0 5 - 0 6 - 0 7 - 0 |                      | Diváků: 6200 Rozhodčí: Antti Boman Viktor Gashilov |

| 15. dubna 2010 | Bělorusko | 3 – 11                  | Kanada | Bobrujsk Aréna |
| 18:00 SEČ      | Bělorusko | (1 – 4 , 2 – 2 , 0 – 5) | Kanada |                |

| Souhrn zápasu Report | Souhrn zápasu Report                                                                           | Souhrn zápasu Report                                                                  | Souhrn zápasu Report | Souhrn zápasu Report                            |
| -------------------- | ---------------------------------------------------------------------------------------------- | ------------------------------------------------------------------------------------- | --- | ----------------------------------------------- |
|                      | 13:02 – Levsha 20:24 – Kardashev (Lemachko, Lopachuk) (PP2) 24:22 – Zhevlochenko (Leonov) (PP) | 0 - 1 0 - 2 0 - 3 1 - 3 1 - 4 2 - 4 3 - 4 3 - 5 3 - 6 3 - 7 3 - 8 3 - 9 3 - 10 3 - 11 | 3:31 – Connolly 5:00 – McFarland (Weal, McKegg) 5:24 – O'Connor (Desjardins, Reinhart) 14:26 – Howden (Buekeboom) (SH) 28:12 – McFarland (O'Connor) (PP) 34:39 – O'Connor (McKegg) (PP) 42:55 – Bournival (Silas) 44:39 – McKegg (PP) 45:01 – Spooner (Schemtisch, Hamilton) 52:08 – Weal (SH) 56:24 – McFarland (Weal, McKegg) | Diváků: 7000 Rozhodčí: Martin Frano Jozef Kubus |

| 16. dubna 2010 | Švýcarsko | 2 – 10                  | Švédsko | Bobrujsk Aréna |
| 14:30 SEČ      | Švýcarsko | (0 – 2 , 1 – 4 , 1 – 4) | Švédsko |                |

| Souhrn zápasu Report | Souhrn zápasu Report                                               | Souhrn zápasu Report                                                     | Souhrn zápasu Report | Souhrn zápasu Report                              |
| -------------------- | ------------------------------------------------------------------ | ------------------------------------------------------------------------ | --- | ------------------------------------------------- |
|                      | 22:40 – Lammer (Kuonen, Leu) 44:59 – Martschini (Sutter, Bartschi) | 0 - 1 0 - 2 1 - 2 1 - 3 1 - 4 1 - 5 1 - 6 1 - 7 2 - 7 2 - 8 2 - 9 2 - 10 | 10:22 – Vestin (Snall) 13:58 – J. Larsson (Mannberg, Berglind) 23:21 – Friberg (J. Larsson) 29:33 – Vestin (J. Larsson) 30:11 – Rensfeldt (Mannberg) 35:39 – Rask (Nermark) 44:13 – J. Larsson (Rensfeldt, Brodin) (PP) 48:06 – Thorell (Nordstrom, Mannberg) 53:51 – Thorell (Nordstrom, Claesson) 54:11 – Snall (Rensfeldt, J. Larsson) | Diváků: 2000 Rozhodčí: Martin Frano Eduards Odins |

| 16. dubna 2010 | USA | 5 – 0                   | Kanada | Bobrujsk Aréna |
| 18:00 SEČ      | USA | (3 – 0 , 1 – 0 , 1 – 0) | Kanada |                |

| Souhrn zápasu Report | Souhrn zápasu Report | Souhrn zápasu Report          | Souhrn zápasu Report | Souhrn zápasu Report                             |
| -------------------- | --- | ----------------------------- | -------------------- | ------------------------------------------------ |
|                      | 5:35 – Zucker (Saad, Shore) 6:58 – Rust (Balisy, Merrill) (PP) 17:09 – Zucker (Clendening) (PP) 37:08 – Watson (Brickley) 46:02 – Rust (Arnold, Nieto) | 1 - 0 2 - 0 3 - 0 4 - 0 5 - 0 |                      | Diváků: 4500 Rozhodčí: Antti Boman Sami Partanen |

| 17. dubna 2010 | Bělorusko | 2 – 3                   | Švýcarsko | Bobrujsk Aréna |
| 18:00 SEČ      | Bělorusko | (0 – 2 , 1 – 0 , 1 – 1) | Švýcarsko |                |

| Souhrn zápasu Report | Souhrn zápasu Report                                                       | Souhrn zápasu Report          | Souhrn zápasu Report                                                                                          | Souhrn zápasu Report                               |
| -------------------- | -------------------------------------------------------------------------- | ----------------------------- | --- | -------------------------------------------------- |
|                      | 23:34 - Gavrus (Lopachuk, Leonov) (PP) 42:56 - Lopachuk (Parfeyevets) (PP) | 0 - 1 0 - 2 1 - 2 2 - 2 2 - 3 | 10:41 - Guerra (Trutmann, Andrighetto) 19:01 - Bartschi (Trutmann) (PP) 58:28 - Hachler (Vermin, Andrighetto) | Diváků: 6500 Rozhodčí: Viktor Gashilov Jozef Kubus |

| 18. dubna 2010 | Kanada | 4 – 5                    | Švédsko | Bobrujsk Aréna |
| 14:30 SEČ      | Kanada | ( 0 - 2 , 0 - 2 , 4 - 1) | Švédsko |                |

| Souhrn zápasu Report | Souhrn zápasu Report | Souhrn zápasu Report                                  | Souhrn zápasu Report | Souhrn zápasu Report                              |
| -------------------- | --- | ----------------------------------------------------- | --- | ------------------------------------------------- |
|                      | 42:02 - O'Connor (Silas, McKegg) (PP) 44:58 - Thomas (McKegg, Shipley) 54:37 - Hamilton (Howden) 58:13 - Howden (Hamilton, Weal) | 0 - 1 0 - 2 0 - 3 0 - 4 1 - 4 2 - 4 2 - 5 3 - 5 4 - 5 | 4:07 - Rask (Nermark) 10:54 - Vestin (Berglind, Friberg) (PP) 29:11 - Rensfeldt (Nemeth) 39:45 - Granlund (Nemeth, Rask) (PP) 46:15- Granlund (Rask, Nermark) | Diváků: 3500 Rozhodčí: Martin Frano Eduards Odins |

| 18. dubna 2010 | USA | 7 – 1                     | Bělorusko | Bobrujsk Aréna |
| 18:00 SEČ      | USA | ( 2 - 0 , 3 – 1 , 2 – 0 ) | Bělorusko |                |

| Souhrn zápasu Report | Souhrn zápasu Report | Souhrn zápasu Report                            | Souhrn zápasu Report                           | Souhrn zápasu Report                             |
| -------------------- | --- | ----------------------------------------------- | ---------------------------------------------- | ------------------------------------------------ |
|                      | 17:50 - Saad (Zucker, Shore) 19:46 - Watson (Brickley, Johns) 24:31 - Grimaldi (Johns) 27:54 - Clendening (Saad) 34:29 - Moffatt (Tinordi, Grimaldi) 40:52 - Rust (Shore) (PP) 44:39 - Zucker (Grimaldi, Clendening) (PP) | 1 - 0 2 - 0 3 - 0 4 - 0 5 - 0 5 - 1 6 - 1 7 - 1 | 35:32 - Abmiotka (Zhevlochenko, Lopachuk) (PP) | Diváků: 7000 Rozhodčí: Antti Boman Sami Partamen |

### Skupina B
|    | Tým       | Z | V | VP | PP | P | VG | IG | B  |
| -- | --------- | - | - | -- | -- | - | -- | -- | -- |
| 1. | Finsko    | 4 | 3 | 1  | 0  | 0 | 21 | 11 | 11 |
| 2. | Rusko     | 4 | 3 | 0  | 0  | 1 | 20 | 7  | 9  |
| 3. | Česko     | 4 | 2 | 0  | 1  | 1 | 13 | 15 | 7  |
| 4. | Slovensko | 4 | 1 | 0  | 0  | 3 | 10 | 15 | 3  |
| 5. | Lotyšsko  | 4 | 0 | 0  | 0  | 4 | 9  | 25 | 0  |

Zápasy
| 13. dubna 2010 | Finsko | 7 – 2                     | Lotyšsko | Palác sportu |
| 14:00 SEČ      | Finsko | ( 2 – 1 , 4 – 1 , 1 – 0 ) | Lotyšsko |              |

| Souhrn zápasu Report | Souhrn zápasu Report | Souhrn zápasu Report                                  | Souhrn zápasu Report                                                  | Souhrn zápasu Report                            |
| -------------------- | --- | ----------------------------------------------------- | --------------------------------------------------------------------- | ----------------------------------------------- |
|                      | 6:25 – Pulkkinen (Donskoi, Mikael Granlund) 15:46 – Salmivirta (Rautianinen, Partanen) 24:02 – Pulkkinen (Mikael Granlund) (PP) 35:13 – Rautiainen (Mikael Granlund, Partanen) 36:36 – Hakanpaa (Pulkkinen, Vakiparta) (PP) 39:53 – Hovinen (Pulkkinen, Mikael Granlund) (PP2) 57:27 – Teppo (Partanen, Markus Granlund) (PP2) | 1 - 0 1 - 1 2 - 1 3 - 1 4 - 1 5 - 1 5 - 2 6 - 2 7 - 2 | 13:51 – Kolesnikovs (Nimanis) (PP2) 38:47 – Dilveka (Kuzmenkovs) (SH) | Diváků: 450 Rozhodčí: Maxim Sidorenko Pat Smith |

| 13. dubna 2010 | Česko | 1 – 4                     | Rusko | Palác sportu |
| 18:00 SEČ      | Česko | ( 0 – 1 , 1 – 1 , 0 – 2 ) | Rusko |              |

| Souhrn zápasu Report | Souhrn zápasu Report              | Souhrn zápasu Report          | Souhrn zápasu Report | Souhrn zápasu Report                               |
| -------------------- | --------------------------------- | ----------------------------- | --- | -------------------------------------------------- |
|                      | 39:10 – Vachovec (Jank, Frk) (PP) | 0 - 1 0 - 2 1 - 2 1 - 3 1 - 4 | 7:01 – Barbashev (Berdnikov) 29:45 – Shalunov (Kartayev, Berdnikov) 48:49 – Antipin (Shalunov, Stepanov) (PP2) 57:00 – Namestnikov (Kuznetsov, Barbashev) | Diváků: 2300 Rozhodčí: Stephan Bauer Pehr Claesson |

| 14. dubna 2010 | Lotyšsko | 0 – 9                     | Rusko | Palác sportu |
| 14:30 SEČ      | Lotyšsko | ( 0 – 2 , 0 – 4 , 0 – 3 ) | Rusko |              |

| Souhrn zápasu Report | Souhrn zápasu Report | Souhrn zápasu Report                                  | Souhrn zápasu Report | Souhrn zápasu Report                               |
| -------------------- | -------------------- | ----------------------------------------------------- | --- | -------------------------------------------------- |
|                      |                      | 0 - 1 0 - 2 0 - 3 0 - 4 0 - 5 0 - 6 0 - 7 0 - 8 0 - 9 | 5:09 – Nesterov (Arzamastsev) (PP) 7:32 – Namestnikov (Barbarshev) 20:29 – Kuznetsov (Gurkin, Barbashev) 22:23 – Namestnikov (Arzamastsev, Barbashev) 25:51 – Namestnikov (Galimov) 33:17 – Zheldakov (Namestnikov) (PP) 40:23 – Kuznetsov (Barbashev) 43:42 – Kuznetsov (Stepanov) 57:49 – Shalunov | Diváků: 2000 Rozhodčí: Scott Bokal Richard Schuetz |

| 14. dubna 2010 | Česko | 4 – 3                     | Slovensko | Palác sportu |
| 18:00 SEČ      | Česko | ( 1 – 0 , 2 – 0 , 1 – 3 ) | Slovensko |              |

| Souhrn zápasu Report | Souhrn zápasu Report                                                                                           | Souhrn zápasu Report                      | Souhrn zápasu Report                                                                         | Souhrn zápasu Report                             |
| -------------------- | --- | ----------------------------------------- | -------------------------------------------------------------------------------------------- | ------------------------------------------------ |
|                      | 19:46 – Vachovec (Holik, Frk) (PP2) 21:37 – Zamorsky (Frk, Jank) 27:46 – Frk 55:49 – Uher (Zamorsky, Dvoracek) | 1 - 0 2 - 0 3 - 0 3 - 1 4 - 1 4 - 2 4 - 3 | 54:05 – Mraz (Roznik, Tvrdon) (PP) 56:15 – Simcak (Toman) 59:55 – Simcak (Mraz, Bondra) (PP) | Diváků: 2600 Rozhodčí: Maxim Sidorenko Pat Smith |

| 15. dubna 2010 | Slovensko | 2 – 5                   | Finsko | Palác sportu |
| 18:00 SEČ      | Slovensko | (0 – 1 , 2 – 1 , 0 – 3) | Finsko |              |

| Souhrn zápasu Report | Souhrn zápasu Report                                          | Souhrn zápasu Report                      | Souhrn zápasu Report | Souhrn zápasu Report                                 |
| -------------------- | ------------------------------------------------------------- | ----------------------------------------- | --- | ---------------------------------------------------- |
|                      | 32:47 – Cingel (Simcak, Toman) 37:46 – Murcek (Daras, Roznik) | 0 - 1 1 - 1 2 - 1 2 - 2 2 - 3 2 - 4 2 - 5 | 9:46 – Mikael Granlund (Donskoi, Pulkkinen) 39:17 – Pulkkinen (Makinen, Donskoi) (PP) 47:23 – Pulkkinen (Mikael Granlund) 56:41 – Paajanen (Asten, Hamalainen) 59:46 – Mikael Granlund (Donskoi, Pulkkinen) | Diváků: 2500 Rozhodčí: Pehr Claesson Richard Schuetz |

| 16. dubna 2010 | Lotyšsko | 4 – 5                   | Česko | Palác sportu |
| 14:30 SEČ      | Lotyšsko | (0 – 1 , 1 – 2 , 3 – 2) | Česko |              |

| Souhrn zápasu Report | Souhrn zápasu Report | Souhrn zápasu Report                                  | Souhrn zápasu Report | Souhrn zápasu Report                                 |
| -------------------- | --- | ----------------------------------------------------- | --- | ---------------------------------------------------- |
|                      | 25:20 – Pelss (Dilevka, Freibergs) 45:45 – Dilevka (Dasutins, Kuzmenkovs) (PP) 52:58 – Dilevka (Kuzmenkovs, Siksna) 57:53 – Straupe (Kolesnikovs) | 0 - 1 0 - 2 1 - 2 1 - 3 1 - 4 2 - 4 3 - 4 3 - 5 4 - 5 | 15:56 – Holik (Filippi, Frk) 22:17 – Holik (Frk, Zovinec) 32:01 – Holik (Vachovec) (PP) 41:08 – Sekac (Lenoch) 54:14 – Hantak (Uher, Dvoracek) | Diváků: 2500 Rozhodčí: Stephan Bauer Richard Schuetz |

| 16. dubna 2010 | Rusko | 4 – 5                   | Finsko | Palác sportu |
| 18:00 SEČ      | Rusko | (1 – 1 , 0 – 2 , 3 – 2) | Finsko |              |

| Souhrn zápasu Report | Souhrn zápasu Report | Souhrn zápasu Report                                  | Souhrn zápasu Report | Souhrn zápasu Report                             |
| -------------------- | --- | ----------------------------------------------------- | --- | ------------------------------------------------ |
|                      | 7:47 – Galimov (Lyubimov, Arzamastsev) 50:09 – Kuznetsov 52:13 – Namestnikov (Kuznetsov, Barbashev) 59:11 – Barbashev (Antipin, Kuznetsov) | 0 - 1 1 - 1 1 - 2 1 - 3 2 - 3 3 - 3 3 - 4 3 - 5 4 - 5 | 1:55 – Markus Granlund (Salomaki) 22:29 – Pulkkinen (Mikael Granlund, Donskoi) (PP) 26:16 – Pulkkinen (Donskoi) 53:14 – Makinen (Markus Granlund) 57:48 – Asten (Teppo) (EN) | Diváků: 3000 Rozhodčí: Maxim Sidorenko Pat Smith |

| 17. dubna 2010 | Slovensko | 4 – 3                   | Lotyšsko | Palác sportu |
| 18:00 SEČ      | Slovensko | (1 – 0 , 2 – 2 , 1 – 1) | Lotyšsko |              |

| Souhrn zápasu Report | Souhrn zápasu Report                                                                                      | Souhrn zápasu Report                      | Souhrn zápasu Report                                                                          | Souhrn zápasu Report                             |
| -------------------- | --- | ----------------------------------------- | --------------------------------------------------------------------------------------------- | ------------------------------------------------ |
|                      | 13:50 - Simcak (Toman) (PP) 21:48 - Matousek (Krempasky) 34:32 - Toman (Cingel) 59:20 - Tvrdon (Marincin) | 1 - 0 2 - 0 3 - 0 3 - 1 3 - 2 3 - 3 4 - 3 | 39:36 - Girgensons (Straupe) 39:52 - Kuzmenkovs (Dilevka) 51:36 - Freibergs (Kuzmenkovs) (PP) | Diváků: 3100 Rozhodčí: Scott Bokal Pehr Claesson |

| 18. dubna 2010 | Rusko | 3 – 1                     | Slovensko | Palác sportu |
| 14:30 SEČ      | Rusko | ( 3 – 1 , 0 – 0 , 0 – 0 ) | Slovensko |              |

| Souhrn zápasu Report | Souhrn zápasu Report                                                                                      | Souhrn zápasu Report    | Souhrn zápasu Report         | Souhrn zápasu Report                                 |
| -------------------- | --- | ----------------------- | ---------------------------- | ---------------------------------------------------- |
|                      | 00:39 - Nesterov (Namestnikov) 5:54 - Gurkin (Berdnikov, Zheldakov) 17:53 - Gurkin (Berdnikov, Kuznetsov) | 1 - 0 2 - 0 2 - 1 3 - 1 | 15:08 - Matousek (Krempasky) | Diváků: 3100 Rozhodčí: Stephan Bauer Richard Schuetz |

| 18. dubna 2010 | Finsko | 4 – 3 SN                                  | Česko | Palác sportu |
| 18:00 SEČ      | Finsko | ( 0 – 1 , 1 – 2 , 2 – 0 , 0 - 0 , 1 - 0 ) | Česko |              |

| Souhrn zápasu Report | Souhrn zápasu Report | Souhrn zápasu Report                      | Souhrn zápasu Report                                     | Souhrn zápasu Report                             |
| -------------------- | --- | ----------------------------------------- | -------------------------------------------------------- | ------------------------------------------------ |
|                      | 22:35 - Halinen (Markus Granlund) 45:57 - Mikael Granlund (Donskoi, Pulkkinen) (PP) 56:02 - Partanen (Salmivirta) 65:00 - Pulkkinen (SN) | 0 - 1 1 - 1 1 - 2 1 - 3 2 - 3 3 - 3 4 - 3 | 01:19 - Holik 24:53 - Jank (Vachovec) (PP) 33:21 - Sekac | Diváků: 3000 Rozhodčí: Scott Bokal Pehr Claesson |

## Skupina o udržení
Poznámka: Zápasy  Kanada 11 – 3  Bělorusko a  Slovensko 4 – 3  Lotyšsko se započítávají ze základní skupiny, které se započítávají i do tabulky níže.
|     | Tým       | Z | V | VP | PP | P | VG | IG | B |
| --- | --------- | - | - | -- | -- | - | -- | -- | - |
| 7.  | Kanada    | 3 | 3 | 0  | 0  | 0 | 20 | 6  | 9 |
| 8.  | Slovensko | 3 | 2 | 0  | 0  | 1 | 11 | 8  | 6 |
| 9.  | Lotyšsko  | 3 | 0 | 1  | 0  | 2 | 9  | 13 | 2 |
| 10. | Bělorusko | 3 | 0 | 0  | 1  | 2 | 8  | 21 | 1 |

| 20. dubna 2010 | Slovensko | 5 – 1                     | Bělorusko | Bobrujsk Aréna |
| 18:00 SEČ      | Slovensko | ( 1 – 0 , 2 – 1 , 2 – 0 ) | Bělorusko |                |

| Souhrn zápasu Report | Souhrn zápasu Report | Souhrn zápasu Report                | Souhrn zápasu Report                         | Souhrn zápasu Report                             |
| -------------------- | --- | ----------------------------------- | -------------------------------------------- | ------------------------------------------------ |
|                      | 0:19 – Trska (Simcak, Toman) 20:40 – Cingel (Simcak) 33:30 – Marincin (Murcek) 56:07 – Tvrdon (Bondra) 59:44 – Tvrdon (Bondra, Trska) (PP) | 1 - 0 2 - 0 3 - 0 3 - 1 4 - 1 5 - 1 | 38:48 – Ageyenko (Dalidovich, Skabelka) (PP) | Diváků: 6000 Rozhodčí: Stephan Bauer Scott Bokal |

| 21. dubna 2010 | Kanada | 5 – 1                     | Lotyšsko | Bobrujsk Aréna |
| 18:00 SEČ      | Kanada | ( 2 – 0 , 1 – 1 , 2 – 0 ) | Lotyšsko |                |

| Souhrn zápasu Report | Souhrn zápasu Report | Souhrn zápasu Report                | Souhrn zápasu Report                    | Souhrn zápasu Report                             |
| -------------------- | --- | ----------------------------------- | --------------------------------------- | ------------------------------------------------ |
|                      | 12:36 – Weal (Hamilton) 13:27 – Sgarbossa (Bournival, Desjardins) 26:11 – Bournival (Desjardins, Sgarbossa) 48:47 – McFarland (Weal, O'Connor) (PP2) 55:28 – Weal (Hamilton, Howden) | 1 – 0 2 – 0 3 – 0 3 – 1 4 – 1 5 – 1 | 39:42 – Siksna (Kuzmenkovs, Pelss) (PP) | Diváků: 3200 Rozhodčí: Antti Boman Sami Partanen |

| 22. dubna 2010 | Kanada | 4 – 2                     | Slovensko | Bobrujsk Aréna |
| 14:30 SEČ      | Kanada | ( 4 – 0 , 0 – 1 , 0 – 1 ) | Slovensko |                |

| Souhrn zápasu Report | Souhrn zápasu Report | Souhrn zápasu Report                | Souhrn zápasu Report                                               | Souhrn zápasu Report                                 |
| -------------------- | --- | ----------------------------------- | ------------------------------------------------------------------ | ---------------------------------------------------- |
|                      | 1:01 – Shipley (Thomas, McKegg) 14:24 – Howden (Gudbranson, Hamilton) 18:58 – Spooner (Weal, McFarland) (PP2) 19:09 – Thomas (Shipley) (PP) | 1 – 0 2 – 0 3 – 0 4 – 0 4 – 1 4 – 2 | 26:51 – Marincin (Cingel) (PP2) 46:13 – Kalinac (Krempasky, Trska) | Diváků: 2000 Rozhodčí: Pehr Claesson Viktor Gashilov |

| 22. dubna 2010 | Bělorusko | 4 – 5 SN                                 | Lotyšsko | Bobrujsk Aréna |
| 18:00 SEČ      | Bělorusko | ( 1 – 1 , 1 – 2 , 2 – 1 , 0 - 0, 0 - 1 ) | Lotyšsko |                |

| Souhrn zápasu Report | Souhrn zápasu Report | Souhrn zápasu Report                                  | Souhrn zápasu Report | Souhrn zápasu Report                                |
| -------------------- | --- | ----------------------------------------------------- | --- | --------------------------------------------------- |
|                      | 12:50 – Zhevlochenko (Leonov, Lopachuk) (PP) 35:31 – Lopachuk (Levsha) 40:40 – Leonov (Zhevlochenko) 46:13 – Levsha (Lopachuk, Abimotka) | 1 – 0 1 – 1 1 – 2 1 – 3 2 – 3 3 – 3 4 – 3 4 – 4 4 – 5 | 13:21 – Kurmis (Girgensons, Straupe) 27:12 – Daustins (Upenieks, Lavins) 33:57 – Dudins (Ziemins, Upenieks) 55:53 – Pelss 65:00 – Girgensons (SN) | Diváků: 6000 Rozhodčí: Martin Frano Richard Schuetz |

## Play-off

### Čtvrtfinále
| 20. dubna 2010 | USA | 6 – 0                     | Česko | Palác sportu |
| 14:30 SEČ      | USA | ( 2 – 0 , 3 – 0 , 1 – 0 ) | Česko |              |

| Souhrn zápasu Report | Souhrn zápasu Report | Souhrn zápasu Report                | Souhrn zápasu Report | Souhrn zápasu Report                               |
| -------------------- | --- | ----------------------------------- | -------------------- | -------------------------------------------------- |
|                      | 13:34 – Saad (Zucker, Forbort) 15:56 – Czarnik (Grimaldi) 31:44 – Czarnik (Clendening, Watson) 36:53 – Shore (Balisy, Clendening) 37:13 – Czarnik (Brickley, Grimaldi) 43:36 – Rust (Watson, Shore) | 1 – 0 2 – 0 3 – 0 4 – 0 5 – 0 6 – 0 |                      | Diváků: 3000 Rozhodčí: Viktor Gashilov Jozef Kubus |

| 20. dubna 2010 | Rusko | 4 – 3                     | Švýcarsko | Palác sportu |
| 18:00 SEČ      | Rusko | ( 2 – 0 , 1 – 0 , 1 – 3 ) | Švýcarsko |              |

| Souhrn zápasu Report | Souhrn zápasu Report | Souhrn zápasu Report                      | Souhrn zápasu Report                                                                          | Souhrn zápasu Report                             |
| -------------------- | --- | ----------------------------------------- | --------------------------------------------------------------------------------------------- | ------------------------------------------------ |
|                      | 05:45 – Kuznetsov 08:16 – Shalunov (Gurkin) 30:15 – Berdnikov (Stepanov, Kuznetsov) 42:16 – Berdnikov (Kuznetsov, Kartayev) | 1 – 0 2 – 0 3 – 0 4 – 0 4 – 1 4 – 2 4 – 3 | 55:07 – Schmutz (Kukan) 55:42 – Leuenberger (Martschini, Trutmann) 58:56 – Hofmann (Bartschi) | Diváků: 3200 Rozhodčí: Maxim Sidorenko Pat Smith |

### Semifinále
| 21. dubna 2010 | Finsko | 0 – 5                     | USA | Palác sportu |
| 14:30 SEČ      | Finsko | ( 0 – 1 , 0 – 2 , 0 – 2 ) | USA |              |

| Souhrn zápasu Report | Souhrn zápasu Report | Souhrn zápasu Report          | Souhrn zápasu Report | Souhrn zápasu Report                             |
| -------------------- | -------------------- | ----------------------------- | --- | ------------------------------------------------ |
|                      |                      | 0 – 1 0 – 2 0 – 3 0 – 4 0 – 5 | 05:44 – Shore (Saad) 26:19 – Nieto (Rust, Campbell) 39:59 – Clendening (Shore, Brickley) 49:22 – Shore (Faulk) 50:56 – Tinordi (Arnold, Nieto) | Diváků: 1200 Rozhodčí: Maxim Sidorenko Pat Smith |

| 21. dubna 2010 | Švédsko | 3 – 1                     | Rusko | Palác sportu |
| 18:00 SEČ      | Švédsko | ( 1 – 1 , 0 – 0 , 2 – 0 ) | Rusko |              |

| Souhrn zápasu Report | Souhrn zápasu Report | Souhrn zápasu Report    | Souhrn zápasu Report             | Souhrn zápasu Report                             |
| -------------------- | --- | ----------------------- | -------------------------------- | ------------------------------------------------ |
|                      | 12:58 – Rensfeldt (Berglind, J. Larsson) (PP) 48:32 – A. Larsson (J. Larsson, Rensfeldt) (PP) 49:52 – Granlund (Vestin) | 0 – 1 1 – 1 2 – 1 3 – 1 | 8:07 – Kartayev (Kuznetsov) (PP) | Diváků: 3150 Rozhodčí: Jozef Kubus Eduards Odins |

### O 5. místo
| 22. dubna 2010 | Česko | 5 – 6                     | Švýcarsko | Palác sportu |
| 18:00 SEČ      | Česko | ( 0 – 1 , 4 – 4 , 1 – 1 ) | Švýcarsko |              |

| Souhrn zápasu Report | Souhrn zápasu Report | Souhrn zápasu Report                                              | Souhrn zápasu Report | Souhrn zápasu Report                             |
| -------------------- | --- | ----------------------------------------------------------------- | --- | ------------------------------------------------ |
|                      | 20:44 - Holik (Vachovec) (SH) 27:55 - Filippi (Klimicek) 32:25 - Frk (Holik) 33:25 - Sekac (Jank, Koudela) 59:26 - Sekac, (Jank, Klimicek) (SH) | 0 – 1 1 – 1 1 – 2 1 – 3 2 – 3 2 – 4 3 – 4 4 – 4 4 – 5 4 – 6 5 – 6 | 18:00 - Lammer (Rexha) 21:01 - Hofmann (Schmutz, Andrighetto) 26:24 - Hofmann (Kukan, Martschini) (PP) 28:44 - Lammer (Vermin) 39:25 - Vermin (Lammer) 43:08 - Vermin (Haas, Lammer) | Diváků: 2200 Rozhodčí: Scott Bokal Eduards Odins |

### O 3. místo
| 23. dubna 2010 | Finsko | 5 – 1           | Rusko | Palác sportu |
| 14:00 SEČ      | Finsko | (0–0, 1–0, 4–1) | Rusko |              |

| Souhrn zápasu Report | Souhrn zápasu Report | Souhrn zápasu Report                | Souhrn zápasu Report           | Souhrn zápasu Report                              |
| -------------------- | --- | ----------------------------------- | ------------------------------ | ------------------------------------------------- |
|                      | 35:17 – Pulkkinen (Hakanpaa) (PP) 42:33 – Mikael Granland (Markus Granlund) (PP) 47:52 – Donskoi (Mikael Granlund, Vakiparta) 49:39 – Pulkkinen (Ma. Granlund, Mi. Granlund) (PP) 55:00 – Pulkkinen (Mikael Granlund) | 1 – 0 2 – 0 3 – 0 4 – 0 5 – 0 5 – 1 | 58:41 – Galimov (Kulikov) (SH) | Diváků: 2220 Rozhodčí: Pehr Claesson Martin Frano |

### Finále
| 23. dubna 2010 | USA | 3 – 1                     | Švédsko | Palác sportu |
| 18:00 SEČ      | USA | ( 1 – 0 , 2 – 0 , 0 – 1 ) | Švédsko |              |

| Souhrn zápasu Report | Souhrn zápasu Report                                                                                         | Souhrn zápasu Report    | Souhrn zápasu Report                 | Souhrn zápasu Report                                |
| -------------------- | --- | ----------------------- | ------------------------------------ | --------------------------------------------------- |
|                      | 2:10 – Moffatt (Forbort, Grimaldi) 27:31 – Faulk (Shore, Czarnik) 33:47 – Grimaldi (Zucker, Clendening) (PP) | 1 – 0 2 – 0 3 – 0 3 – 1 | 46:54 – Rensfeldt (Brodin, Ottosson) | Diváků: 12820 Rozhodčí: Stephan Bauer Sami Partanen |

## Statistiky

### Nejproduktivnější hráči
| Hráč              | Z | G  | A | B  | +/− | TM |
| ----------------- | - | -- | - | -- | --- | -- |
| Teemu Pulkkinen   | 6 | 10 | 5 | 15 | -2  | 10 |
| Johan Larsson     | 5 | 6  | 8 | 14 | +8  | 0  |
| Mikael Granlund   | 6 | 4  | 9 | 13 | 0   | 4  |
| Ludvig Rensfeldt  | 6 | 6  | 6 | 12 | +7  | 4  |
| Jevgenij Kuzněcov | 7 | 5  | 7 | 12 | +8  | 6  |
| Adam Clendening   | 7 | 3  | 7 | 10 | +9  | 4  |
| Nick Shore        | 7 | 3  | 7 | 10 | +7  | 0  |
| Rocco Grimaldi    | 7 | 2  | 8 | 10 | +6  | 6  |
| Jordan Weal       | 6 | 3  | 6 | 9  | +8  | 30 |
| Sergej Barbashev  | 7 | 2  | 6 | 8  | +5  | 6  |
| Jonas Donskoi     | 6 | 1  | 7 | 8  | -1  | 0  |

Z = Odehrané zápasy; G = Góly; A = Asistence; B = Body; +/− = Plus/Minus; TM = Trestné minuty
Zdroj: IIHF.com

### Nejlepší brankáři
V tomto seznamu je zahrnuto pouze 5 nejlepších brankářů, kteří odehráli 40% času ve svém týmu.
| Brankář           | OM     | S   | OG | GnZ  | Ús%   |
| ----------------- | ------ | --- | -- | ---- | ----- |
| Jack Campbell     | 359:39 | 143 | 5  | 0.83 | 96.50 |
| Johan Gustafsson  | 238:10 | 98  | 8  | 2.02 | 91.84 |
| Andrei Vasilevski | 272:03 | 116 | 12 | 2.65 | 89.66 |
| Dominik Riecicky  | 359:38 | 190 | 20 | 3.34 | 89.47 |
| Calvin Pickard    | 313:50 | 141 | 15 | 2.87 | 89.36 |

OM = Odehrané minuty (minuty:sekundy); S = Střely; OG = Obdržené góly; GnZ = Gólů na zápas; Ús% = Úspěšnost zákroků
Zdroj: IIHF.com

## Konečné pořadí
|                  | Tým       |
| ---------------- | --------- |
| Zlatá medaile    | USA       |
| Stříbrná medaile | Švédsko   |
| Bronzová medaile | Finsko    |
| 4.               | Rusko     |
| 5.               | Švýcarsko |
| 6.               | Česko     |
| 7.               | Kanada    |
| 8.               | Slovensko |
| 9.               | Lotyšsko  |
| 10.              | Bělorusko |

Týmy  Lotyšsko a  Bělorusko sestoupily do 1. divize na Mistrovství světa v ledním hokeji do 18 let 2011. V příštím ročníku je nahradily týmy  Německo a  Norsko.

## Soupisky
| USA – Bill Arnold, Chase Balisy, Tyler Biggs, Connor Brickley, Adam Clendening, Jack Campbell, Austin Czarnik, Justin Faulk, Derek Forbort, Rocco Grimaldi, Andy Iles, Stephen Johns, Jon Merrill, Luke Moffatt, Matt Nieto, Bryan Rust, Brandon Saad, Nick Shore, Frankie Simonelli, Jarred Tinordi, Austin Watson, Jason Zucker · Trenér: Kurt Kleinendurst |

| Švédsko – Johan Alm, Victor Berglind, Jonas Brodin, Fredrik Clæsson, Max Friberg, Petter Granberg, Mattias Granlund, Jonas Gunnarsson, Johan Gustafsson, Adam Larsson, Johan Larsson, Daniel Mannberg, Patrik Nemeth, Joachim Nermark, Joakim Nordström, Sebastian Ottosson, Adam Pettersson, Victor Rask, Ludvig Rensfeldt, Henri Snall, Erik Thorell, John Vestin · Trenér: Stephan Lundh |

| Finsko – Sami Aittokallio, Micke-Max Åsten, Joonas Donskoi, Christopher Gibson, Markus Granlund, Mikael Granlund, Jani Hakanpää, Petteri Halinen, Roope Hämäläinen, Miro Hovinen, Jonathan Iilahti, Konsta Mäkinen, Patrik Moisio, Julius Nyqvist, Otto Paajanen, Mika Partanen, Teemu Pulkkinen, Teemu Rautiainen, Simo-Pekka Riikola, Mikael Salmivirta, Miikka Salomäki, Miihkali Teppo, Riku Väkiparta · Trenér: Sakari Pietilä |

## 1. divize
Skupina A se hrála od 12. do 18. dubna 2010 v Herningu v Dánsku. Skupina B se konala od 11. dubna do 17. dubna 2010 v Krynici-Zdróji v Polsku.

### Skupina A
| Tým            | Z | V | VP | PP | P | VG | IG | +/- | B  |
| -------------- | - | - | -- | -- | - | -- | -- | --- | -- |
| 1. Norsko*     | 5 | 4 | 0  | 0  | 1 | 33 | 15 | +18 | 12 |
| 2. Dánsko      | 5 | 4 | 0  | 0  | 1 | 34 | 14 | +20 | 12 |
| 3. Japonsko    | 5 | 3 | 0  | 0  | 2 | 27 | 25 | +2  | 9  |
| 4. Francie     | 5 | 3 | 0  | 0  | 2 | 21 | 21 | 0   | 9  |
| 5. Jižní Korea | 5 | 0 | 1  | 0  | 4 | 18 | 45 | −27 | 2  |
| 6. Rakousko    | 5 | 0 | 0  | 1  | 4 | 12 | 25 | −13 | 1  |

- Norsko vítězí ve skupině, jelikož porazilo Dánsko 5:4.

 Norsko postoupilo mezi elitu, zatímco  Rakousko sestoupilo do 2. divize na Mistrovství světa v ledním hokeji do 18 let 2011

### Skupina B
| Tým               | Z | V | VP | PP | P | VG | IG | +/- | B  |
| ----------------- | - | - | -- | -- | - | -- | -- | --- | -- |
| 1. Německo        | 5 | 5 | 0  | 0  | 0 | 51 | 2  | +49 | 15 |
| 2. Maďarsko       | 5 | 3 | 0  | 1  | 1 | 19 | 17 | +2  | 10 |
| 3. Polsko         | 5 | 3 | 0  | 0  | 2 | 21 | 21 | 0   | 9  |
| 4. Kazachstán     | 5 | 2 | 0  | 0  | 3 | 9  | 16 | -7  | 6  |
| 5. Velká Británie | 5 | 1 | 1  | 0  | 3 | 13 | 24 | -11 | 5  |
| 6. Litva          | 5 | 0 | 0  | 0  | 5 | 6  | 39 | -33 | 0  |

 Německo postoupilo mezi elitu, zatímco  Litva sestoupila do 2. divize na Mistrovství světa v ledním hokeji do 18 let 2011

## 2. divize
Skupina A se hrála od 13. do 19. března 2010 v Narvě v Estonsku. Skupina B se konala od 22. března do 28. března 2010 v Kyjevě na Ukrajině.

### Skupina A
| Tým           | Z | V | VP | PP | P | VG | IG | +/- | B  |
| ------------- | - | - | -- | -- | - | -- | -- | --- | -- |
| 1. Itálie     | 5 | 5 | 0  | 0  | 0 | 55 | 3  | +52 | 15 |
| 2. Rumunsko   | 5 | 3 | 0  | 1  | 1 | 22 | 23 | -1  | 10 |
| 3. Chorvatsko | 5 | 1 | 3  | 0  | 1 | 20 | 16 | +4  | 9  |
| 4. Srbsko     | 5 | 1 | 0  | 1  | 3 | 11 | 19 | -8  | 4  |
| 5. Estonsko   | 5 | 1 | 0  | 1  | 3 | 17 | 32 | -15 | 4  |
| 6. Island     | 5 | 1 | 0  | 0  | 4 | 12 | 44 | -32 | 3  |

 Itálie postoupila do 1. divize, zatímco  Island sestoupil do 3. divize na Mistrovství světa v ledním hokeji do 18 let 2011

### Skupina B
| Tým           | Z | V | VP | PP | P | VG | IG | +/- | B  |
| ------------- | - | - | -- | -- | - | -- | -- | --- | -- |
| 1. Slovinsko  | 5 | 5 | 0  | 0  | 0 | 63 | 4  | +59 | 15 |
| 2. Ukrajina   | 5 | 4 | 0  | 0  | 1 | 26 | 3  | +23 | 12 |
| 3. Španělsko  | 5 | 2 | 1  | 0  | 2 | 17 | 22 | -5  | 8  |
| 4. Nizozemsko | 5 | 2 | 0  | 1  | 2 | 14 | 27 | -13 | 7  |
| 5. Belgie     | 5 | 0 | 1  | 0  | 4 | 7  | 41 | -34 | 2  |
| 6. Austrálie  | 5 | 0 | 0  | 1  | 4 | 7  | 37 | -30 | 1  |

 Slovinsko postoupilo do 1. divize, zatímco  Austrálie sestoupila do 3. divize na Mistrovství světa v ledním hokeji do 18 let 2011

## 3. divize
Skupina A se hrála od 8. března do 14. března 2010 v Erzurumu v Turecku. Skupina B se konala od 14. do 20. března 2010 v Monterrey v Mexiku.

### Skupina A
| Tým          | Z | V | VP | PP | P | VG | IG | +/- | B  |
| ------------ | - | - | -- | -- | - | -- | -- | --- | -- |
| 1. Čína      | 4 | 4 | 0  | 0  | 0 | 53 | 11 | +42 | 12 |
| 2. Turecko   | 4 | 2 | 1  | 0  | 1 | 33 | 13 | +20 | 8  |
| 3. Tchaj-wan | 4 | 2 | 0  | 0  | 2 | 30 | 18 | +12 | 6  |
| 4. Bulharsko | 4 | 1 | 0  | 1  | 2 | 24 | 22 | +2  | 4  |
| 5. Mongolsko | 4 | 0 | 0  | 0  | 4 | 2  | 78 | -76 | 0  |

 Čína postoupila do 2. divize na Mistrovství světa v ledním hokeji do 18 let 2011

### Skupina B
| Tým            | Z | V | VP | PP | P | VG | IG | +/- | B  |
| -------------- | - | - | -- | -- | - | -- | -- | --- | -- |
| 1. Nový Zéland | 4 | 4 | 0  | 0  | 0 | 26 | 16 | +10 | 12 |
| 2. Mexiko      | 4 | 3 | 0  | 0  | 1 | 15 | 11 | +4  | 9  |
| 3. JAR         | 4 | 1 | 1  | 0  | 2 | 15 | 14 | +1  | 5  |
| 4. Izrael      | 4 | 1 | 0  | 1  | 2 | 21 | 16 | +5  | 4  |
| 5. Irsko       | 4 | 0 | 0  | 0  | 4 | 6  | 26 | -20 | 0  |

 Nový Zéland postoupil do 2. divize na Mistrovství světa v ledním hokeji do 18 let 2011